# ゴー・ゴー・インディアン
ゴー・ゴー・インディアン（原題：Go Go Gophers）は、西部開拓時代を舞台にしたアメリカ合衆国のテレビアニメ。トータル・テレビジョン制作。アメリカでは『アンダー・ドッグ・ショー』の番組内として放送された後、独立番組として1968年から1969年までCBSで放送された。 その後、1968年9月14日から1969年9月にかけて本作の新シリーズが放送された。日本では1970年頃に東京12チャンネル → テレビ東京の『マンガのくに で放送された。

## あらすじ
オクラホマ州というところで生き残ったインディアンのラフレッドとランニング。キット・コヨーテ大佐とオーキー・ホーマー軍曹は、その生き残った2人を始末しようと企んでいた。果たしてラフレッドとランニングは、大佐と軍曹の計画を止めることができるのか！？

## キャラクター
※日本放送時の名称は不明。
ラフレッド・フェザー (Ruffled Feather)
声 - サンディ・ベッカー
ランニング・ボード (Running Board)
声 - ジョージ・S・アーヴィング
キット・コヨーテ大佐 (Colonel Kit Coyote)
声 - ケニー・デルマー
アメリカ陸軍の大佐。
オーキー・ホーマー軍曹 (Sergeant Okey Homa)
声 -
アメリカ陸軍の軍曹。
フローラおばさん (Aunt Flora)
声 - ディーロ・ステイテス